# Віктор Недоступ
Віктор Недоступ (справжнє ім'я Віктор Іванович Лапкін, нар. 1958, Київ) — український поет, журналіст і музикант. 
Учасник поетичного угрупування «Пропала грамота», рок-гуртів «Банита Байда», «Вій». Багато років працював журналістом в українській редакції радіо «Свобода».